# Lac Maskinongé (Mont-Tremblant)
Pour les articles homonymes, voir Maskinongé.
Le lac Maskinongé est un plan d'eau douce situé dans la municipalité du Mont-Tremblant (secteur Saint-Jovite) dans la municipalité régionale de comté (MRC) Les Laurentides, dans la région administrative des Laurentides, au Québec, au Canada.
Au XIXe siècle, la foresterie était l'activité économique dominante dans le secteur. La zone environnante est de nature forestière et agricole. La villégiature est développée autour de ce lac. Au XIXe siècle, l'arrivée du chemin de fer à Saint-Jovite contribua au développement du secteur.
La surface de ce plan d'eau est généralement gelée de novembre à avril ; néanmoins, la période de circulation sécuritaire sur la glace est habituellement de la mi-décembre à la fin mars. La glace favorise les activités hivernales sur le lac : ski de fond, raquettes, autoneige, VTT...

## Géographie
Le lac Maskinongé (altitude : 208 m) est situé dans le canton de Salaberry, à 2,4 km au sud du centre du village de Saint-Jovite. Une montagne à deux sommets (altitude : 382 m et 383 m) sépare le lac et le village. Au 2,2 km au sud du lac, un sommet de montagne atteint 350 m d'altitude et au nord-est, un autre sommet atteint 430 m.
L'embouchure du lac Maskinongé se déverse par le sud-ouest. La décharge du lac coule sur 1,5 km vers le sud-ouest jusqu'à la rivière du Diable (Mont-Tremblant), un affluent de la rivière Rouge (Laurentides). En descendant vers le sud, la rivière du diable forme sur 9,9 km (en ligne directe) de nombreux serpentins entre la zone du Club de golf de Saint-Jovite jusqu'à son embouchure.

## Toponymie
Le toponyme "lac Maskinongé" provient de la langue algonquine signifiant "Gros brochet".
Le toponyme "Lac Maskinongé" a été officialisé le 11 décembre 1973 à la Banque des noms de lieux de la Commission de toponymie du Québec.